# Macieira de Alcoba
Macieira de Alcoba é uma povoação portuguesa do Município de Águeda que foi sede da Freguesia de Macieira de Alcoba, freguesia que tinha 7,69 km² de área e 84 habitantes (2011), e, por isso, uma densidade populacional de 10,9 hab/km². 
A Freguesia de Macieira de Alcoba foi extinta (agregada) em 2013, no âmbito de uma reforma administrativa nacional, tendo sido agregada à freguesia de Préstimo, para formar uma nova freguesia denominada União das Freguesias de Préstimo e Macieira de Alcoba.
A freguesia era composta essencialmente pela aldeia serrana de Macieira de Alcoba.

## População
| População da freguesia de Macieira de Alcoba (1864 – 2011) | População da freguesia de Macieira de Alcoba (1864 – 2011) | População da freguesia de Macieira de Alcoba (1864 – 2011) | População da freguesia de Macieira de Alcoba (1864 – 2011) | População da freguesia de Macieira de Alcoba (1864 – 2011) | População da freguesia de Macieira de Alcoba (1864 – 2011) | População da freguesia de Macieira de Alcoba (1864 – 2011) | População da freguesia de Macieira de Alcoba (1864 – 2011) | População da freguesia de Macieira de Alcoba (1864 – 2011) | População da freguesia de Macieira de Alcoba (1864 – 2011) | População da freguesia de Macieira de Alcoba (1864 – 2011) | População da freguesia de Macieira de Alcoba (1864 – 2011) | População da freguesia de Macieira de Alcoba (1864 – 2011) | População da freguesia de Macieira de Alcoba (1864 – 2011) | População da freguesia de Macieira de Alcoba (1864 – 2011) |
| ---------------------------------------------------------- | ---------------------------------------------------------- | ---------------------------------------------------------- | ---------------------------------------------------------- | ---------------------------------------------------------- | ---------------------------------------------------------- | ---------------------------------------------------------- | ---------------------------------------------------------- | ---------------------------------------------------------- | ---------------------------------------------------------- | ---------------------------------------------------------- | ---------------------------------------------------------- | ---------------------------------------------------------- | ---------------------------------------------------------- | ---------------------------------------------------------- |
| 1864                                                       | 1878                                                       | 1890                                                       | 1900                                                       | 1911                                                       | 1920                                                       | 1930                                                       | 1940                                                       | 1950                                                       | 1960                                                       | 1970                                                       | 1981                                                       | 1991                                                       | 2001                                                       | 2011                                                       |
| 296                                                        | 360                                                        | 316                                                        | 332                                                        | 341                                                        | 307                                                        | 314                                                        | 389                                                        | 350                                                        | 311                                                        | 236                                                        | 177                                                        | 164                                                        | 110                                                        | 84                                                         |

| Distribuição da População por Grupos Etários | Distribuição da População por Grupos Etários | Distribuição da População por Grupos Etários | Distribuição da População por Grupos Etários | Distribuição da População por Grupos Etários | Distribuição da População por Grupos Etários | Distribuição da População por Grupos Etários | Distribuição da População por Grupos Etários | Distribuição da População por Grupos Etários | Distribuição da População por Grupos Etários |
| -------------------------------------------- | -------------------------------------------- | -------------------------------------------- | -------------------------------------------- | -------------------------------------------- | -------------------------------------------- | -------------------------------------------- | -------------------------------------------- | -------------------------------------------- | -------------------------------------------- |
| Ano                                          | 0-14 Anos                                    | 15-24 Anos                                   | 25-64 Anos                                   | > 65 Anos                                    |                                              | 0-14 Anos                                    | 15-24 Anos                                   | 25-64 Anos                                   | > 65 Anos                                    |
| 2001                                         | 4                                            | 6                                            | 56                                           | 44                                           |                                              | 3,6%                                         | 5,5%                                         | 50,9%                                        | 40,0%                                        |
| 2011                                         | 3                                            | 2                                            | 27                                           | 52                                           |                                              | 3,6%                                         | 2,4%                                         | 32,1%                                        | 61,9%                                        |

Média do País no censo de 2001:   0/14 Anos-16,0%;  15/24 Anos-14,3%;  25/64 Anos-53,4%;  65 e mais Anos-16,4%
Média do País no censo de 2011:    0/14 Anos-14,9%;  15/24 Anos-10,9%;  25/64 Anos-55,2%;  65 e mais Anos-19,0%
(Fonte: INE)

## Geografia
Macieira de Alcoba situa-se na extremidade oriental do município, e tem como vizinhos a localidade de Préstimo, a oeste, e os municípios de Oliveira de Frades (parte principal e exclave), a norte e a leste, Vouzela a nordeste e Tondela a sul.
Sendo um pequeno povoado de característica rurais, o local pode ser apreciado por quem gosta de ambientes idílicos e rústicos. A sua pequena população mantém muitos dos hábitos tradicionais, bem como o modo comunitário de viver, antes típico da região serrana, e que se caracteriza pela partilha de alguns dos meios de produção agrícola, ou o forno comunitário. Fica entre um conjunto de serras graníticas (serra do Caramulo), salpicadas de urze florida na Primavera e de neve no Inverno que permitem alcançar o mar com a vista, já que este se encontra apenas a 50 km de distância. De facto, um dos grandes atractivos da região é a sua paisagem. A aldeia tem uma represa que é frequentemente utilizada para banhos.

## Património
A arquitectura vernácula utiliza os material de construção mais abundante na região: o granito. A própria igreja paroquial, dedicada a São Martinho, é feita de granito. A igreja, de que sobressai a sua torre, sofreu algumas alterações no século XIX. Entre o seu espólio artístico encontram-se o Calvário de Cristo, do gótico final (século XVI), a Virgem e Menino (do início do mesmo século), criadas por artistas de Coimbra.
- Capelas de Nossa Senhora de Fátima e miradouro, de Nossa Senhoram de São Domingos de Gusmão e da Senhora da Guia
- Forno comunitário
- Cruzeiro de Macieira
- Represa de Macieira
- Edifício da antiga escola

## Cultura
Os seus habitantes têm o hábito pitoresco de cantar canções tradicionais, como o Vira de Macieira.

## Lugares
- Carvalho
- Macieira de Alcoba
- Ribeiro
- Urgueira